# Legge Goblet
La legge del 30 ottobre 1886 recante norme sull'organizzazione dell'istruzione primaria, nota anche come legge Goblet (dal nome del Ministro dell'Istruzione pubblica René Goblet), è una delle principali leggi francesi sull'istruzione. Essa estendeva le leggi Ferry, affidando l'insegnamento nelle scuole pubbliche a personale esclusivamente laico, che andava a sostituire i religiosi delle congregazioni didattiche. Inoltre, ridefinì l'organizzazione dell'istruzione primaria, rafforzando l'intervento dello Stato in tale ciclo di studi e rendendo gli insegnanti dipendenti pubblici.
La legge stabilì l'obbligo di affidare l'insegnamento a personale laico; che gli uomini potessero insegnare soltanto nelle scuole maschili; che i docenti delle scuole materne dovessero avere la stessa preparazione di quelli delle primarie; la possibilità di istituire classi primarie per adulti non scolarizzati.

## Genesi
La vita politica della Terza Repubblica fu teatro di numerosi scontri sul tema dell'istruzione. La legge Duruy del Secondo Impero non prevedeva l'obbligatorietà della scuola; invece, entrò in vigore con le leggi Ferry che stabilirono anche il principio dell'istruzione libera e laica. Tuttavia, non esisteva ancora il divieto di insegnare le religioni nelle scuole e i bambini al di sotto dei sei anni di età erano tenuti in stanze d'asilo.
Il 7 febbraio 1882 il Ministro dell'Istruzione Pubblica Paul Bert presentò una proposta di legge al Parlamento, che fu approvata dalla Camera dei Deputati e inviata al Senato nel 1884. Il dibattito iniziò solo il 28 gennaio 1886, sotto la direzione di René Goblet, che nel frattempo era diventato ministro.

## Contenuto
| Articolo(i) | Oggetto                                   | Contenuto |
| ----------- | ----------------------------------------- | --- |
| 2           | Coesistenza di scuole pubbliche e private | Riaffermazione dell'autorizzazione all'esistenza di scuole pubbliche e pubbliche. |
| 4 e 5       | Condizioni di recrutamento del personale  | Definizione di criteri di nazionalità e di età per i direttori di classe. Interdizione dal reclutamento per coloro che sono stati condannati per crimini o delitti contrari alla probità o alla morale. |
| 6           | Genere sessuale degli istitutori          | Segregazione in base al sesso: solo gli insegnanti della scuola primaria possono insegnare nelle scuole maschili, e solo le donne possono insegnare nelle scuole femminili, negli asili nido, nelle scuole dell'infanzia o nelle classi e nelle scuole miste. Le donne possono insegnare nelle scuole maschili solo se sono supplenti o «moglie, sorella o parente in linea diretta del direttore della scuola» . |
| 8           | Classi primarie per adulti                | La possibilità di aprire classi primarie per l'istruzione degli adulti che non hanno beneficiato della scolarizzazione. Queste scuole non possono essere miste. |
| 17          | Laicizzazione del corpo docente           | «Nelle scuole pubbliche di ogni tipo, l'insegnamento è affidato esclusivamente a personale laico..» |
| 41          | Controllo statale sulle scuole private    | Lo Stato potrà intraprendere un'azione legale contro un insegnante privato su denuncia dell'ispettore ministeriale. |
| 62          | Gestione delle scuole materne             | Le scuole materne devono essere gestite da insegnanti con la stessa formazione di quelli delle scuole elementari. |
| 68          | Applicazione in Algeria e nelle colonie   | La legge è destinata ad applicarsi nei territori dell'Algeria, di Guadalupa, della Martinica e de La Riunione. |

La legge prevedeva che istruzione primaria potesse proseguire oltre l'età dell'obbligo scolastico all'interno di scuole elementari superiori indipendenti o in corsi supplementari delle scuole elementari.
La scuola primaria superiore si rivolgeva agli alunni più brillanti delle scuole primarie, in genere i bambini dei ceti popolari, mentre i ceti più ricchi mandavano i loro figli alle classi inferiori dei licei e dei college. Essa offriva un programma biennale incentrato sulle conoscenze pratiche e sulle scienze comuni, che era erogato da un istituto autonomo dotato di personale docente in possesso di un'abilitazione all'insegnamento rilasciata da una scuola normale. A metà del XX secolo, le scuole primarie superiori furono gradualmente allineate ai licei con il nome di "collèges modernes".
Le classi dei corsi complementari erano annesse alle scuole primarie e tenute da insegnanti di quest'ultime.
Un'altra possibile estensione dell'istruzione primaria erano le scuole di apprendistato manuale, che fornivano una formazione professionale erogata da insegnanti e professionisti.

## Sviluppi futuri
La legge Goblet è stata recepita nel Codice dell'istruzione. Nel 2018, il Codice afferma ancora, in conformità con la legge Goblet, che 
(articolo L 141-5)
Alla luce della giurisprudenza della Corte europea dei diritti dell'uomo (CEDU), alcuni ritengono che questa esclusione dei religiosi dall'esercizio di una professione sia discriminatoria,.